# Хрущик садовый
Хрущик садовый (лат. Phyllopertha horticola) — вид пластинчатоусых жуков из подсемейства хлебных жуков и хрущиков.

## Описание
Жук внешне похож на майского хруща, но гораздо более мелкий (в длину имеет размер от 8,5 до 11 миллиметров). Снизу жук имеет металлически зелёный или синий цвет, голова и переднеспинка зелёные или синеватые, надкрылья бурые. Тело покрыто короткими волосками тёмного оттенка.

## Биология
Личинки 2—3 года обитают в почве и питаются корнями растений, после чего окукливаются. Лёт начинается с середины мая и заканчивается в середине августа.

## Экология и местообитания
Личинки и жуки являются сельскохозяйственными вредителями. Жуки повреждают листья и цветки капусты, огурцов, свёклы, гороха, злаков и многих древесных и кустарниковых плодовых культур. Личинки питаются корнями зерновых культур, свёклы, клевера, плодовых деревьев и многих других растений.
Обитают повсеместно в Центральной Европе, встречаются в Сибири и Монголии.